# Twardziaczek gałązkowy

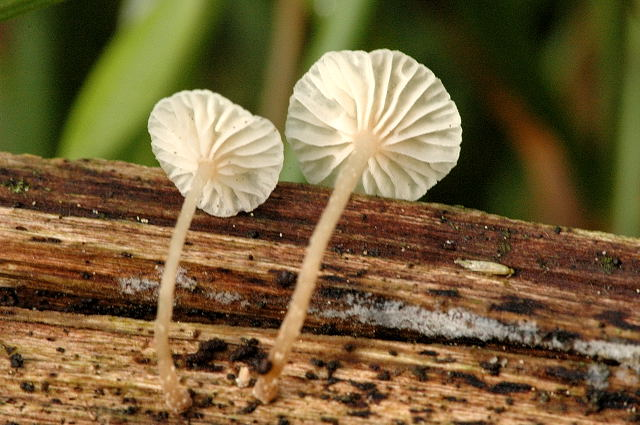

Twardziaczek gałązkowy (Collybiopsis ramealis (Bull.) Millsp.) – gatunek grzybów należący do rodziny Omphalotaceae.

## Systematyka i nazewnictwo
Pozycja w klasyfikacji według Index Fungorum: Collybiopsis, Omphalotaceae, Agaricales, Agaricomycetidae, Agaricomycetes, Agaricomycotina, Basidiomycota, Fungi.
Po raz pierwszy opisał go w 1788 r. Jean Baptiste François Bulliard, nadając mu nazwę Agaricus ramealis. Obecną nazwę nadał mu bliżej nieznany Millsp. w 1913 r. Ma 25 synonimów. Niektóre z nich:
- Gymnopus ramealis (Bull.) J.L. Mata & R.H. Petersen 2004
- Marasmiellus amadelphus (Bull.) Singer 1967
- Marasmiellus ramealis (Bull.) Singer 1948
- Micromphale amadelphum (Bull.) Honrubia 1984
- Micromphale rameale (Bull.) Kühner 1980

W 1896 r. Feliks Kwieciński nadał mu polską nazwę twardzioszek gałązkowy, w 2003 r. Władysław Wojewoda zmienił ją na twardziaczek gałązkowy (dla naukowej nazwy Marasmiellus ramealis). Obydwie polskie nazwy są niespójne z aktualną nazwą naukową.

## Morfologia
Kapelusz
Średnica 3–15 mm, początkowo wypukły z podwiniętym brzegiem, potem płytko wypukły, na koniec płasko wypukły, nigdy nie wklęsły na środku, niehigrofaniczny. Brzeg minimalnie prążkowany. Powierzchnia matowa, środek białawy, kremowy, jasno różowocynamonowy, cynamonowy, jasnobrązowy, płowożółty, na zewnątrz różowawopłowy, blado różowawocynamonowy, blado różowawopłowożółty, czasami żółknący z wiekiem.
Blaszki
Początkowo nieco zbiegające na trzon, potem gwałtownie kończące się na trzonie („ucięte”), przyrośnięte, sprawiające wrażenie wolnych, łukowate a le nie brzuchate, lekko oddzielające się po wysuszeniu, o szerokości 0,7–1 mm, rzadkie, razem z blaszeczkami w liczbie 40–43, zwykle tej samej barwy co kapelusz. Krawędzie białawe, czasami przechodzące w jasno różowawocynamonowe, czasami żółknące z wiekiem. Blaszeczki nieliczne, brak anastomoz.
Trzon
Wysokość 6–20 mm, grubość 1–2 mm na wierzchołku, walcowaty i równy lub zwężający się w dół do szerokości 0,5–0,8 mm u podstawy. Powierzchnia na wierzchołku blado różowocynamonowa w kolorze blaszek i drobno kłaczkowata, ku dołowi ciemniejsza, cynamonowa, winna, różowawocynamonowa, u podstawy cynamonowożółta lub drewnobrązowa, czasami z odcieniem żółtochrowym do brązowawopomarańczowego, z wiekiem sporadycznie mięsistokremowa do czerwieni pompejańskiej, u podstawy gładka.
Miąższ
Czasami o słabym czosnkowym zapachu, ale zwykle bez zapachu i bez wyraźnego smaku.
Cechy mikroskopowe
Trama blaszek zbudowana z luźno splecionych strzępek z kołkami strzępkowymi dwóch rodzajów. Pleurocystydy zwykle niezbyt liczne, palcowate (i wtedy trudne do odróżnienia od bazydioli) do wąsko wrzecionowatych, z wyraźnymi sprzążkami i niejednorodną zawartością z rozproszonymi granulkami i często 1–2 refrakcyjnymi wtrąceniami. Podstawki 26–32 × 7–8,5 μm, maczugowate i nieco główkowate, z czterema bardzo smukłymi i łatwo odpadajacymi sterygmami, wyraźnymi sprzążkami i niejdnorodną zawartością. Bazydiospory (6–)7–10(–11,5) × 2,5–4(–4,5) μm, smukłe, elipsoidalne, cienkościenne, nieamyloidalne z 2–3-gutulami lub niejednorodne z drobnymi granulkami, wyglądające na piankowate. Cheilocystydy (27–)50–84 × 12–22 μm (w najszerszym miejscu), rozproszone, często pojawiające się jako pseudocystydy (tj. powstające w warstwie subhymenium, a nie w hymenium), o kształcie od maczugowatych do brzuchatych z kulisto-szypułkowatymi wierzchołkami, ale czasami zniekształcone. Strzępki w korze trzonu o średnicy 3–6 μm, grubościenne, słabo pigmentowane, często o brodawkowatej ścianie zewnętrznej; brodawki 0,5–2 × 1 μm, szkliste, grubościenne.

## Występowanie i siedlisko
Podano jego stanowiska na wszystkich kontynentach poza Afryką i Antarktydą. W Polsce W. Wojewoda w 2003 r. przytoczył liczne stanowiska, w późniejszych latach podano wiele następnych (w obydwu źródłach dla synonimu Marasmiellus ramealis).
Nadrzewny grzyb saprotroficzny występujący w różnego typu lasach, zaroślach, ogrodach i parkach na leżących na ziemi gałęziach i gałązkach drzew i krzewów liściastych, rzadko iglastych. W Polsce notowany na olszy szarej, grabach, dębach, jesionie wyniosłym, wiciokrzewie pospolitym, żywotniku zachodnim, choinie kanadyjskiej, malinie właściwej od maja do listopada.